# Pedro Emiliano da Silveira Lessa
Pedro Miliano da Silveira Lessa, primeiro e único Barão de Gravatá (Sirinhaém, 13 de agosto de 1814 — Água Preta, 16 de janeiro de 1893) foi um usineiro brasileiro.
Filho de Inácio Ferreira de Melo Lessa e Ana Francisca Bezerra Acioli Lins, era primo materno de Sebastião Antônio Accioli Lins, barão de Goicana, Prisciano de Barros Accioli Lins, segundo barão do Rio Formoso, e José Manuel de Barros Wanderley, barão de Granito.
Casou-se, em 7 de dezembro de 1835, com Maria Tranquilina Temundo (22 de julho de 1817 - 5 de janeiro de 1915), natural da freguesia de São Miguel de Barreiros, filha de Ana Joaquina Xavier de Holanda e de Antônio Luís da Cunha Temudo. O casal gerou descendentes. Avó do Dr.Odon Lessa de Andrade, médico, infectologista , também avô de Josi Andrade Melo e bisavô de Maria José de Melo Boudoux filha de Josi Andrade Melo. Tetravô de Bosco Luiz de Mello Oliveira Boudoux , neto de Maria José de melo Boudoux.
Era proprietário dos engenhos Gravatá, Guarani, Alegrete e Solidão, em Pernambuco.
Foi agraciado barão em 8 de agosto de 1888.